# آکرو اسپورت ۲
آکرو اسپورت ۲ (به انگلیسی: Acro_Sport_II) یک هواگرد ملخ‌پیشین تک‌موتوره از نوع آکروبات ساخت شرکت Acro Sport است.
طراح این هواگرد، Paul Poberezny بود.